# حجز التذاكر باستعمال الهاتف المحمول
تذاكر الهاتف المحمول (بالإنجليزية : Mobile ticketing أو M-ticketing) هي عملية تمكن العملاء من طلب أو دفع أو الحصول على تذاكر باستخدام الهاتف المحمول دون الحاجة إلى تذاكر ورقية أو محسوسة. تذكرة الهاتف المحمول تحتوي على رمز تفعيل مميز (رمز الاستجابة السريع QR). تذاكر الهاتف المحمول تخفض من كلف الإنتاج و التوزيع المرتبطة بنقاط بيع التذاكر التقليدية المصنوعة من مادة ورقية، و تزيد من راحة العميل بتوفير طريقة بسيطة لشراء هذه التذاكر، و لن يقلق الأشخاص من ضياع أو نسيان تذاكرهم في المنزل. ساهمت تذاكر الهواتف المحمولة أيضًا في الحد من النصب و الاحتيال.

يجب عدم الخلط بين تذكرة الهاتف المحمول و التذاكر الإلكترونية التي استخدمت في حجوزات الطيران منذ عام 1994، حيث يتم إرسال هذه التذاكر عبر البريد الإلكتروني، و تطبع ثم يتم إظهارها لمكتب إجراءات الوصول في المطار للحصول على بطاقة صعود.
العديد من مشغلي القطارات و الباصات في أوروبا لديهم تطبيقات للهواتف المحمولة يمكن عن طريقها شراء التذاكر و تخزينها.

## تاريخ
أول تضمين لتذاكر الهاتف المحمول لمشغل مواصلات عامة في بريطانيا كان تشيلترن للسكك الحديدية عام 2007، و في الولايات المتحدة كان في مؤسسة مواصلات عامة في بوسطن عام 2012، و في أستراليا مترو أديلايد عام 2017.
شركتا فيليبس وسوني طورتا تقنية الاتصال قريب المدى NFC عام 2002. وهي مطورة بنفس أساس عمل البطاقة الذكية غير التلامسية. فيليبس نشرت ورقة أولية عن NFC عام 2004، وفي نفس السنة تم إنشاء مؤتمر NFC. إدراج تقنية NFC في الهواتف فتح المجال للتطبيقات بدون تماس أن تنتشر و من أهمها تذاكر الهواتف المحمولة.
تذاكر الهواتف المحمولة يمكن شراؤها عبر الإنترنت و يتم تنزيلها بثوانٍ معدودة، إما أن تكون رسالة بها رمز ثنائي الأبعاد (رمز QR أو رمز شريطي) أو رسالة تُحَوّل إلى الرقاقة المتصلة بـNFC . في حالة استخدام تقنية NFC يتم تمرير الهاتف فوق جهاز الفحص عند المداخل (يمكن التمرير حتى ارتفاع 10 سم).

الجمعية الدولية لشبكات الهاتف المحمول (بالإنجليزية : GSMA) نشرت تقريرًا عن تذاكر الهواتف المحمولة عام 2011، و وضحت بشكل مطول استخدامها و إيجابياتها و كان التركيز الأساسي على استخدام تقنية NFC. ذكروا أن تقنية NFC هي الأفضل لكن «من المتوقع أن تبقى تذاكر الهواتف المحمولة باستخدام الرسائل والرمز الشريطي هي النمط السائد إلى أن تنتشر الأجهزة الداعمة لتقنية NFC بشكل كبير».